# Kalíninsk
Kalíninsk - Калининск (rus) és una ciutat de l'óblast de Saràtov, a Rússia.

## Geografia
Khalíninsk es troba a la vora del riu Balanda, afluent del Medvéditsa. És a 107 km a l'oest de Saràtov i a 656 km al sud-est de Moscou.

## Història
La vila fou al començament un poble anomenat Balanda, fundat el 1680. Aconseguí l'estatus de possiólok (poble) el 1933, i el de ciutat el 1962. Fou reanomenada Khalíninsk en honor del dirigent soviètic Mikhaïl Kalinin.